# Balram Jakhar
Balram Jakhar (Punjab, 23 agosto 1923 – Delhi, 3 febbraio 2016) è stato un politico indiano.

## Biografia
Muore il 3 febbraio del 2016 a Delhi in India.